# NK Varaždin (2012)
NK Varaždin (chorw. NK Varaždin) – chorwacki klub piłkarski, mający siedzibę w mieście Varaždin, w północno-wschodniej części kraju. Obecnie występuje w Prva HNL.

## Historia
Chronologia nazw:
- 2012: Varaždin ŠN
- 2015: NK Varaždin

Klub Varaždin ŠN został założony w miejscowości Varaždin 1 lipca 2012 roku. Tak jak po zakończeniu sezonu 2011/12 NK Varaždin, który istniał pod różnymi nazwami od 1931 roku, z powodu długów 40 milionów kun został zdegradowany do ligi regionalnej, gdzie grał aż do rozwiązania w 2015 roku. W tym samym roku miasto Varaždin utworzyło nowy, wolny od długów klub, który również zaczął grać w lidze regionalnej.
W 2015 roku po rozwiązaniu historycznego klubu, zmienił nazwę na NK Varaždin oraz logo upadłego klubu. W sezonie 2015/16 startował w 3. HNL. W sezonie 2016/17 po zajęciu drugiego miejsca w grupie wschodniej awansował do 2. HNL. W sezonie 2017/18 uzyskał drugą pozycję w drugiej lidze, jednak przegrał w barażach z Istrą 1961. W sezonie 2018/19 zespół wygrał drugą ligę i po raz pierwszy w historii osiągnął najwyższy poziom w Chorwacji.

## Barwy klubowe, strój
| Niebieski | Biały |

Klub ma barwy niebiesko-białe. Zawodnicy domowe spotkania zazwyczaj grają w niebieskich koszulkach, niebieskich spodenkach oraz niebieskich getrach.

## Sukcesy

### Trofea międzynarodowe
Nie uczestniczył w rozgrywkach europejskich (stan na 31-05-2019).

### Trofea krajowe
| \| \| Zdobyte trofea w rozgrywkach Chorwacji (stan na: 31-05-2019) \| |                                                              |      |                  |
| Rozgrywki                                                             | Osiągnięcie                                                  | Razy | Sezon(y)         |
| Mistrzostwo                                                           | I miejsce                                                    | 0    |                  |
| Mistrzostwo                                                           | II miejsce                                                   | 0    |                  |
| Mistrzostwo                                                           | III miejsce                                                  | 0    |                  |
| Mistrzostwo                                                           | ?.miejsce                                                    | 1    | 2019/20          |
| Puchar                                                                | zdobywca                                                     | 0    |                  |
| Puchar                                                                | finalista                                                    | 0    |                  |
| Puchar                                                                | 1/8 finału                                                   | 2    | 2018/19, 2019/20 |
| II liga                                                               | I miejsce                                                    | 1    | 2018/19          |
| II liga                                                               | II miejsce                                                   | 1    | 2017/18          |
| II liga                                                               | III miejsce                                                  | 0    |                  |
| Chorwacja                                                             | Zdobyte trofea w rozgrywkach Chorwacji (stan na: 31-05-2019) |      |                  |

- Treća HNL (D3):
  - wicemistrz (1x): 2016/17 (gr. Istok)

## Poszczególne sezony

### Rozgrywki międzynarodowe

#### Europejskie puchary
| Sezon   | Rozgrywki        | Runda | Klub        | Dom | Wyjazd | Ogólnie |
| ------- | ---------------- | ----- | ----------- | --- | ------ | ------- |
| 2025/26 | Liga Konferencji | 2Q    | Santa Clara | 2–1 | 0–2    | 2–3     |

### Rozgrywki krajowe
| \| Chorwacja \| Bilans występów klubu w rozgrywkach piłkarskich Chorwacji (Stan na 31 grudnia 2005 r.) \| \| |                                                                                        |        |       |   |   |   |    |    |     |           |        |        |      |
| Poziom | Rozgrywki                                                                              | Sezony | Mecze | Z | R | P | B+ | B– | Pkt | Lata      | Awanse | Spadki | Naj. |
| I | 1. HNL                                                                                 | 1      |       |   |   |   |    |    |     | od 2019   | 0      | 0      |      |
| II | 2. HNL                                                                                 | 2      |       |   |   |   |    |    |     | 2017–2019 | 1      | 0      | 1    |
| III | 3. HNL                                                                                 | 2      |       |   |   |   |    |    |     | 2015–2017 | 1      | 0      | 2    |
| | Puchar Chorwacji                                                                       | 2      |       |   |   |   |    |    |     | od 2016   | 0      | 0      | 1/8  |
| Chorwacja | Bilans występów klubu w rozgrywkach piłkarskich Chorwacji (Stan na 31 grudnia 2005 r.) |        |       |   |   |   |    |    |     |           |        |        |      |

## Struktura klubu

### Stadion
Klub piłkarski rozgrywa swoje mecze domowe na stadionie Anđelko Herjavec w Varaždinie, który może pomieścić 10800 widzów.

## Kibice i rywalizacja z innymi klubami

### Rywalizacja
Największymi rywalami klubu są inne zespoły z miasta oraz okolic.

### Derby
- NK Sloboda Varaždin
- NK Varaždin (1931–2015)
- NK Varteks Varaždin